# 暁のラブレター
『暁のラブレター』（あかつきのラブレター）は、aikoのメジャー通算5枚目のオリジナル・アルバム。ポニーキャニオンから2003年11月27日に発売された。

## 概要
前作『秋 そばにいるよ』から1年3ヶ月ぶりのオリジナル・アルバム。初回限定盤のみカラートレイ仕様。本作から、歌詞ブック内の写真も全て初回限定盤と通常盤とで写真が違う仕様になった。
シングル「アンドロメダ」「蝶々結び」「えりあし」を含む全13曲を収録。
発売当初はCCCDとしてリリースされたが、2005年には高音質なSACDとして再リリース。
2008年3月12日に「aiko 10th Anniversary ちょっと嬉しいHappy Surprise vol.1」として初回限定仕様盤に本人デザインのオリジナルステッカーを封入した復刻盤が通常のCD-DA規格でリリースされたのを機に、通常盤のCCCDでの商品も在庫終了次第CDに切り換えると発表された。また、復刻盤のタイトル文字は紫色に変更されている。

## チャート成績
オリコンチャート1位を獲得した。

## 解説
本作のほとんどが深夜から明け方に作曲されたものであることから、暁（あかつき）の頃に書かれたラブソング集というタイトルがついた。また、別の意味合いとして、
```
女子が深夜から明け方に書いた手紙は、朝になって読み返してみると到底送付できるような内容ではないことが多い。これは夜一人で部屋に居ると、思いが高まったまま内容がまとまらずにラブレターを綴ってしまうから。しかし、そんな言葉こそが自分の本当の気持ちだ。
```

といった、ファンと等身大のaikoのメッセージも楽曲に織り込まれているとaiko自身は語っている。

## トラックリスト
| 全作詞・作曲: AIKO、全編曲: 島田昌典（4のみ吉俣良）。 |                        |       |            |      |
| #                                                     | タイトル               | 作詞  | 作曲・編曲 | 時間 |
| 1.                                                    | 「熱」                 | AIKO  | AIKO       | 2:08 |
| 2.                                                    | 「彼の落書き」         | AIKO  | AIKO       | 4:20 |
| 3.                                                    | 「アンドロメダ」       | AIKO  | AIKO       | 4:49 |
| 4.                                                    | 「ふれていたい」       | AIKO  | AIKO       | 5:33 |
| 5.                                                    | 「夢のダンス」         | AIKO  | AIKO       | 4:58 |
| 6.                                                    | 「蝶々結び」           | AIKO  | AIKO       | 5:10 |
| 7.                                                    | 「ライン」             | AIKO  | AIKO       | 4:14 |
| 8.                                                    | 「帽子と水着と水平線」 | AIKO  | AIKO       | 4:23 |
| 9.                                                    | 「すべての夜」         | AIKO  | AIKO       | 5:00 |
| 10.                                                   | 「えりあし」           | AIKO  | AIKO       | 4:01 |
| 11.                                                   | 「白い服黒い服」       | AIKO  | AIKO       | 4:21 |
| 12.                                                   | 「風招き」             | AIKO  | AIKO       | 4:37 |
| 13.                                                   | 「天の川」             | AIKO  | AIKO       | 5:59 |
| 合計時間:                                             | 合計時間:              | 59:33 |            |      |

## 曲解説
1. 熱
歌詞は一番のみ。次曲「彼の落書き」と演奏が繋がっている。
2. 彼の落書き
3. アンドロメダ
13thシングル
グリコ乳業「カフェオーレ」CMソング
4. ふれていたい
5. 夢のダンス
6. 蝶々結び
12thシングル
グリコ乳業 ｢カフェオーレ｣ 九州地区限定CMソング
7. ライン
8. 帽子と水着と水平線
12thシングル『蝶々結び』のC/W
9. すべての夜
10. えりあし
14thシングル
11. 白い服黒い服
12. 風招き
読み方は「かぜおき」。
13. 天の川

## 演奏
- aiko：Vocals&All Background Vocals
- 島田昌典
  - Rosenkranz Dresden,Solina (#1)
  - Hammond (#1.2.3.5-12)
  - Piano (#3.5-10.12.13)
  - Programming (#3.8.13)
  - Clavinet (#6)
  - Guitars (#10.12)
  - Mellotron (#10)
  - Wurlitzer (#11)
  - Rosenkranz (#13)
- 河村智康：Drums (#1.2.10)
- スティング宮本：Bass (#1.2.7.9.12)
- 狩野良昭
  - Guitars (#1.2.3.6.7.9-13)
  - Electric Guitar (#4)
- 石崎光：Guitars (#1.2)
- 弦一徹ストリングス：Strings (#3.4.6.9.10.12)
- 佐野康夫：Drums (#3.4.8.9.12)
- 佐藤研二：Bass (#3.8)
- 小野田清文：Bass (#4)
- 吉俣良：Piano,Hammond (#4)
- 佐々木史郎：Trumpet (#5.11)
- 河合わかば：Trombone (#5.11)
- 吉田治：Tenor Sax (#5)
- 山本一：Alto Sax (#5)
- 松永俊弥：Drums (#5)
- 渡辺茂：Bass (#5)
- 首藤高広：Guitars (#5)
- 下神竜哉・斎藤幹雄：Trumpet (#6)
- 小坂武巳・霜田裕司：Trombone (#6)
- 竹野昌邦：Tenor Sax (#6)
- 山本拓夫：Baritone Sax (#6)
- 宮田繁男：Drums (#6)
- 沖山優司：Bass (#6)
- 野崎真助：Drums (#7.13)
- 美久月千晴：Bass (#10.11.13)
- 鎌田清：Drums (#11)
- クラッシャー木村ストリングス：Strings (#13)
- 南浩之・中島大之：Horn (#13)